# Avertisseur de radar
Pour les articles homonymes, voir ADR.
Ne doit pas être confondu avec Détecteur de radar routier.
Un avertisseur de radar (ADR) est un système, légal dans certains pays[Lesquels ?], qui avertit le conducteur lorsqu’il approche d’une zone où se trouve un radar fixe automatisé ou un contrôle de vitesse temporaire. 
Il peut être sous forme d'un boîtier (Inforad, Avertinoo, Coyote et Wikango) ou sous forme d'une application mobile (Inforad, Waze, ICoyote de Coyote, Wikango HD de Wikango, Eklaireur, ABE et d'autres encore).

## Autres systèmes légaux ou non
Il ne doit pas être confondu avec deux autres dispositifs, tous deux illégaux en France : 
- Un détecteur de radar routier, qui décèle les ondes émise par un radar, fixe ou mobile,
- Le boîtier antiradars ou brouilleurs radars qui empêchent la mesure de la vitesse en perturbant les ondes électromagnétiques des radars.

## Fonctionnement
Leur fonctionnement est simple : il suffit de télécharger sur Internet ou sur CD-Rom la liste publique des radars et des lieux de contrôles établie par les autorités de Police avec leurs coordonnées GPS et de la charger dans l'appareil. 
À chaque déplacement, celui-ci croise en permanence le positionnement du véhicule grâce au GPS avec les zones à risques comportant un radar fixe ou d'une zone de contrôle par radar mobile. Un avertissement sonore ou lumineux est émis à l'approche d'un radar.

## Différents systèmes
Il existe plusieurs types d'assistant d'aide à la conduite :
Les « boîtiers »généralement composés d'un récepteur GPS pour la géolocalisation et la vitesse et d'une base de données, pour l'emplacement des radars automatiques et la cartographie.[réf. souhaitée] Pour l'instant, seules 4 marques proposent des boîtiers : Wikango, Coyote, Inforad et Avertinoo[Quand ?].
Les « boîtiers » communicantsles avertisseurs de radar dits communicants ont pour particularité la possibilité de signaler des radars mobiles au reste de la « communauté » (ensemble des utilisateurs partageant les mêmes positions des radars mobiles) dans un but de solidarité entre utilisateurs. Une personne (un « éclaireur ») peut signaler un radar mobile. Les avertisseurs de radar des personnes derrière (les "suiveurs") avertiront les conducteurs de ce radar.
Pour l'instant, seules 4 marques proposent des boîtiers communicants : Wikango, Coyote, Inforad et Avertinoo. Elles ont chacune leur propre communauté.
Les « applications » mobilesGénéralement installées sur des smartphones (anciennement sur de simples téléphones mobiles), les applications sont beaucoup plus diverses. Les plus utilisées sont Icoyote, Wikango HD, Avertinoo, Inforad et Waze -- les 4 premiers partageant la même communauté que les boîtiers communicants homonymes -- ABE, MobbyWay et Eklaireur. Il en existe beaucoup d'autres qui sont moins connues/utilisées. La majorité sont communicantes via les réseaux de téléphonie mobile (sur le même principe que les boîtiers), d'autres non.
FoxyTag
Un projet académique nommé FoxyTag propose une solution collaborative pour remplir une base de données à l'aide de son téléphone mobile.

## Les pratiques communautaires
Des communautés se sont organisées sur les réseaux sociaux (Twitter et Facebook) pour prévenir de la présence des radars mobiles. Ces communautés sont généralement localisées sur une région ou un département. Elles peuvent prendre différents noms : « alerte radar », « info radar », « info contrôle police », « alerte flic », « info contrôle routier » … 
Différentes politiques d’administration des communautés s’opposent. On pourrait discerner deux catégories de modération : 
- La première où tous les types de signalisation sont acceptés (contrôles routiers, d’alcool, stupéfiants, vitesse…),
- La seconde où ne sont acceptés que les signalements pour contrôle de vitesse.

Les fondateurs de ces communautés se défendent d’être « anti-flics » ou « anti sécurité routière ». Ils définissent ces pages comme « communautaires, basées sur l’entraide permettant aux usagers de la route circulant d’anticiper d’éventuels problèmes sur la route ».
C’est pourquoi les annonces postées ne concernent que les contrôles de vitesse. Les contrôles de stupéfiants, d’alcoolémie, de papiers… ne sont pas signalés sur ces pages. Le fondateur de la page radar IDF se justifie ainsi : « De toute façon, les gens qui prennent la route sans permis, sans assurance, sans contrôle technique, sous stupéfiant ou sous alcool, ils sont conscients de ce qu’ils font, c’est prémédité. Et ces gens-là ne doivent pas être sur la route, ce sont des dangers. ».

### Jurisprudence
Un sénateur est particulièrement engagé dans la lutte contre ces communautés : Mr Jean-Pierre Grand sénateur du Gard. Il a en effet soumis une première question au sénat le 30/07/2015 dans laquelle il dénonçait un système “pervers” qui “incite à rouler plus vite”. 
Le 13/10/2016 il revient à la charge et stipule :” Dans le monde numérique actuel, il est important d'interdire une technique mais également un comportement. “(cf. remise en question). Les deux arguments invoqués par ce sénateur sont ceux cités plus bas dans cet article : sécurité routière et intérieure. 
Cependant, cette pratique n’est pas sanctionnable juridiquement puisque le code de la route n’interdit pas de communiquer sur les localisations de radars routiers à travers les réseaux sociaux. De plus, le 6 septembre 2016, la Cour de Cassation a étudié et tranché sur l’utilisation faite d’un réseau social où les internautes échangeaient des informations depuis un outil numérique. La Cour a statué sur le fait qu’une telle action ne peut être considérée comme une action visant à se soustraire à l’article R 413-15 du Code de la Route.

## Remise en question
Dans le cadre du Comité interministériel de la sécurité routière de janvier 2018, la 12e mesure envisagée par le premier Ministre Édouard Philippe consiste à « Permettre aux forces de l’ordre, à leur demande, de suspendre temporairement la localisation de leur contrôle d’alcoolémie et de stupéfiants. Ce dispositif pourra être appliqué également pour des opérations de lutte contre le terrorisme et la criminalité... Ce dispositif a été discuté avec les opérateurs des services de navigation. Les forces de l'ordre leur communiqueront le périmètre des zones pour lesquelles leur localisation ne devra pas être répercutée ».
Le premier argument invoqué par le gouvernement est une amélioration de la sécurité intérieure.
Le second concerne évidemment la sécurité routière : « Le signalement des forces de l’ordre effectuant des contrôles d’alcoolémie ou de stupéfiants incite certains usagers de la route alcoolisés ou ayant consommés stupéfiants à changer d’itinéraire afin d’éviter ces contrôles. Par conséquent, ces signalements ne permettent pas de lutter efficacement contre la conduite en état d’ivresse et après usage de stupéfiants et aux accidents qui y sont associés. »
L’échéance prévisionnelle de cette mesure est fixée pour la fin 2018.
Il est intéressant de se demander comment l’Etat pourrait procéder pour suspendre temporairement, voire supprimer, l’activité des communautés sur les réseaux sociaux (Collaboration avec les entreprises ? Surveillance des activités d’internautes ? ...). En effet, les caractéristiques techniques d’internet, forment un espace de libre expression, difficile à surveiller, à réguler et à censurer.
De plus, les administrateurs actuels sont clairs : « Si finalement on nous demande de fermer, on modifiera notre façon de faire. ».
Cela vient directement rejoindre une notion plus large qu’est le vigilantisme en ligne et plus précisément la dimension du signalement comme identifié par Benjamin Loveluck. De manière plus large, ces communautés, permises par des plates-formes d’intermédiation (Twitter ou Facebook), sont perçues par les créateurs comme un outil au service de l’individu, de la société et ils redonnent des capacités d’action contre les pouvoirs économiques et politiques. Internet offre aux individus un pouvoir d’auto-organisation et il ne sera pas aisé de faire taire ces communautés de signalements : sur Facebook, Twitter ou ailleurs, les communautés se déplaceront pour poursuivre leurs activités.

## Loi et avertisseurs de radar

### France
En France, il est strictement interdit d'utiliser des systèmes capables de brouiller le fonctionnement des radars (antiradars), d'en repérer par eux-mêmes leur présence (détecteur de radar routier), ou encore récemment avertir leur position (avertisseur de radar routier) car les autorités veulent garder confidentiel l'emplacement de certains d'entre eux (radars mobiles et radars embusqués). Pour rester légaux, certains avertisseurs de radar peuvent être remplacés par des assistants d'aide à la conduite.
C’est pourquoi, depuis 2011 les avertisseurs de radars étant interdit seul l'indication de « zone dangereuse » est autorisée, les appareils les indiquant étant alors considérés comme une « aide à la conduite ».

#### Loi
En France, une décision du comité interministériel de la sécurité routière du 11 mai 2011 annonçait que les avertisseurs de radar, ainsi que tous les systèmes permettant de géolocaliser les dispositifs de contrôles de la police, sont considérés comme illégaux. Cette situation fait face aux chiffres du nombre de tués sur les routes durant l'année 2011.
Cette interdiction de détention et d'usage a été intégrée à l'article R413-15 du Code de la Route le 3 janvier 2012

#### Remise en question
On peut cependant remettre en question l'utilité de cette loi :
- La loi est faite pour interdire l'utilisation et la vente, pas la "distribution gratuite" : on en trouve toujours en distribution (boutiques d'applications en ligne).
- La police ne peut, pendant un contrôle, vérifier le contenu des appareils électroniques (respect de la vie privée)[16] mais les douaniers le peuvent.
- Le 15 février 2013, le ministre de l'Intérieur a décidé la mise en place systématique d'un panneau d'annonce devant tous les nouveaux radars vitesse fixes[17].
- Le changement de dénomination ne modifie pas fondamentalement l’objet technique comme en témoignent certains utilisateurs[18].

#### Sanctions en cas de détention d'un avertisseur de radar
L'article R413-15 du code de la route considère que la vente, la détention, l'utilisation, l'adaptation ou le transport de tout appareil permettant notamment la détection ou l'avertissement de la position des radars destinés au contrôle de vitesse comme une infraction de cinquième classe (il prévoit 1 500 euros d'amende, une suspension du permis pouvant aller jusqu'à trois ans, le retrait de six points sur le permis, la saisie du matériel, voire du véhicule).   

#### Assistant d'aide à la conduite
Certains avertisseurs de radars ont pu être mis à jour en tant qu'assistants d'aide à la conduite, qui restent entièrement légaux. Ces assistants ne signalent plus les radars en tant que tels mais des « zones de dangers » (qui peuvent contenir des  radars), avec une précision bien moindre (500 mètres en agglomération, 2 km hors agglomération et 4 km sur autoroute).